# Kiehimänjoki
La rivière Kiehimänjoki (en finnois : Kiehimänjoki) est un cours d'eau du Kainuu en Finlande.

## Description
Elle est originaire du lac Iijärvi à Paltamo et s'écoule dans le lac Oulujärvi,.
Ses eaux s'écoulent alors par le fleuve Oulujoki jusqu'au golfe de Botnie.